# Предково
Предково — упразднённая деревня в Октябрьском районе Челябинской области России. Входила в состав Кочердыкского сельсовета. Исключена из учётных данных в 1983 году.

## География
Располагалась северо-восточнее озера Кочегун, на расстоянии примерно 1 км по прямой к северо-востоку от деревни Чернякино.

## История
По данным на 1926 год хутор Прытковский состоял из 15 хозяйств. В административном отношении входил в состав Чернякинского сельсовета Кочердыкского района Челябинского округа Уральской области.
По данным на 1970 год входила в состав Кочердыкского сельсовета. В ней размещалось бригада 4-го лтделения совхоза «Кочердыкский».
Исключена из учётных данных решением Челябинского облисполкома от 13 сентября 1983 года № 479.

## Население
| 1970 | 1977 | 1983 |
| ---- | ---- | ---- |
| 99   | ↘66  | ↘8   |

По переписи 1926 года на хуторе проживало 90 человек (49 мужчин и 41 женщина), в том числе украинцы составляли 100 % населения.